# La Rencontre (film, 1996)
Pour les articles homonymes, voir La Rencontre.
Pour plus de détails, voir Fiche technique et Distribution.
La Rencontre est un film français réalisé par Alain Cavalier, sorti en 1996.

## Synopsis
Un cinéaste rencontre une femme et pendant un an, il filme en vidéo ce qu'ils vivent.

## Fiche technique
- Titre français : La rencontre
- Réalisation : Alain Cavalier, assisté de Florence Malraux
- Scénario : Alain Cavalier
- Pays d'origine : France
- Format : Couleurs - 35 mm - Mono
- Société de production : Les Films de l'Astrophore
- Genre : romance
- Durée : 75 minutes
- Date de sortie : 1996